# Ludwig Oeffner
Ludwig Oeffner (* 9. Februar 1773 in Sulzbach; † 18. Juli 1839 in Wiesbaden) war ein deutscher Kaufmann und Mitglied des Nassauischen Landtags.

## Leben
Ludwig Oeffner war als Tuchhändler in Wiesbaden tätig, als er am 22. Januar 1829 als Nachfolger von Christian Schlichter aus der Gruppe der größeren Gewerbetreibenden ein Mandat für die Zweite Kammer des Nassauischen Landtags erhielt. Er blieb bis 1832 in dem Parlament, das am 24. März 1831 mit 19:3 Stimmen die weitere Bewilligung einer Entschädigungsrente für Herzog Wilhelm I. verweigerte. An diesem Beschluss, der bei den zahlreichen Zuschauern im alten Schloss einen großen Beifall auslöste, wirkte Oeffner mit.